# Адмирал флота Касатонов (фрегат)
Фрегат «Адмирал флота Касатонов» — российский многоцелевой фрегат 1-го ранга с управляемым ракетным вооружением дальней морской и океанской зоны проекта 22350.
Назван в честь адмирала флота Владимира Касатонова. Корабль входит в состав 43-й дивизии ракетных кораблей Северного флота ВМФ России.

## История строительства
Корабль заложен 26 ноября 2009 года на петербургском судостроительном предприятии «Северная верфь»; на церемонии закладки корабля присутствовали представители командования ВМФ России, администрации Санкт-Петербурга и руководители ряда судостроительных предприятий и конструкторских бюро. Корабль должен был быть спущен на воду в 2011 году, а вступить в строй он должен был годом позднее. Планировалось, что нести службу корабль будет в составе Черноморского флота в Севастополе.
В марте 2014 года, первоначально было объявлено, что первые два фрегата проекта 22350 войдут в состав 30-й дивизии противолодочных кораблей ЧФ РФ, которая будет воссоздана в Севастополе после аннексии Крыма Российской Федерацией. Впоследствии, эти планы были скорректированы.
12 декабря 2014 года был спущен на воду. В конце ноября 2015 года должен был приступить к прохождению швартовных испытаний.
По состоянию на январь 2016 года техническая готовность корабля составляла 81 %, на корабле были завершены покрасочные и изоляционные работы, смонтировано электромеханическое оборудование, принято электропитание с берега, завершалось изготовление общекорабельных систем. Судостроители готовили все цистерны корабля под приём воды, топлива, масла, на фрегате выполнялись электромонтажные работы.
К 23 июня 2016 года на фрегате был установлен главный ударный комплекс и смонтировано электрооборудование. Основные работы достроечного периода были закончены, смонтированы электрокабели, электрооборудование и поступившая на завод спецтехника. Строители завершали центровку на плаву главных двигателей, редукторов, газовых турбин и линий валопроводов. Продолжалась зашивка и оборудование жилых и служебных помещений.
В начале июня 2017 года на фрегате началось тестирование дизель-генераторов. 9 ноября 2017 года осуществлён пробный пуск маршевых двигателей ГЭУ.
По состоянию на февраль 2018 года техническая готовность корабля составила 98%. Вселение экипажа было намечено на конец февраля 2018 года.
К 13 марта 2018 года комиссией, с участием специалистов 13-й бригады строящихся и ремонтирующихся кораблей, судостроителей и экипажа, завершена контрольная проверка готовности первого серийного фрегата «Адмирал флота Касатонов» проекта 22350 к вселению личного состава корабля. По итогам проверки комиссия подписала акт о готовности корабля к вселению моряков. Вселение личного состава началось с середины марта 2018 года.
По состоянию на сентябрь 2018 года строительная готовность корабля составила 99%. В конце декабря 2018 года фрегат вышел в море для проведения заводских ходовых испытаний. На 9 января 2019 года завершил первый этап заводских ходовых испытаний в Балтийском море и возвратился в Санкт-Петербург. 21 апреля 2019 года вышел в море для проведения заводских ходовых испытаний на полигонах Балтийского флота.
Передача флоту была запланирована на 2019 год. В июле 2019 года фрегат принял участие в Х Международном военно-морском салоне в Санкт-Петербурге.

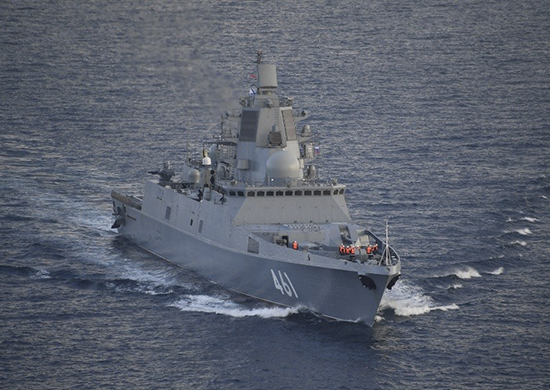
Фрегат «Адмирал флота Касатонов» в походе

В октябре 2019 года фрегат «Адмирал флота Касатонов» совершил межфлотский переход и прибыл на Северный флот для прохождения государственных испытаний.
6 июня 2020 года после завершения морской части государственных испытаний фрегат «Адмирал флота Касатонов» прибыл на Северную верфь в Санкт-Петербурге. После ревизии и техобслуживания корабль совершит контрольный выход в море, после которого будет передан ВМФ России.
21 июля 2020 года поднят флаг и фрегат вошёл в состав СФ ВМФ России.

## Служба
В рамках подготовки к Главному военно-морскому параду 2020 года, пришёл в Неву.
С 30 декабря 2020 года выполняет дальний морской поход, в ходе которого совершил деловые заходы в Алжир, Грецию и Египет.

## Командиры корабля
- капитан 1 ранга Крохмаль И. М. (2017—2018)[29],
- капитан 1 ранга Рогатин И. В. (2018—2020),
- капитан 1 ранга Рябоштан А.В. (2020—2022),
- капитан 2 ранга Высоцкий С.В. (2022—н.в.)